# Manuele II di Costantinopoli
Manuele II (in greco Μανουήλ Β΄; ... – prima del 3 novembre 1255) è stato il Patriarca ecumenico di Costantinopoli a cavallo della metà del XIII secolo.
Prima di ascendere al patriarcato era già un ecclesiastico rinomato tra gli ecclesiastici di Nicea e considerato molto pio e santo anche se era sposato. Aveva un carattere dolce ed era servizievole e gentile, ma non era molto istruito.
Divenne patriarca dopo il breve patriarcato di Metodio II (1240) e un periodo vacante che gli storici fissano tra uno e quattro anni). Governò la sede per 11 anni o, secondo il Protrepticon, 14 anni.
Nel 1247 entrò in contatto con un frate minore inviato come legato dal Papa a Costantinopoli. Nel 1249, fu con Giovanni di Parma, un generale dello stesso ordine, a condurre colloqui. Nonostante l'invio al papa da parte dell'imperatore Giovanni III Ducas Vatatze di due signori greci e due vescovi, i negoziati rimasero senza seguito.
Emise tre decreti sinodali (Sententiae Synodales) confluiti nella Ius Graeca-Romanum di Leunclavius, uno dei quali è datato al 1250.
Manuele II morì prima del 3 novembre 1255.